# 右派ポピュリズム
右派ポピュリズム（うはポピュリズム、英: Right-wing populism）は右翼の政治と、ポピュリストのレトリックおよび主題とを結びつける政治上のイデオロギーである。右翼ポピュリズム（うよくポピュリズム）とも呼ばれる。主にイスラム世界からの移民に反対することで知られていたり、ほとんどの場合EU懐疑主義の立場に立っていたりするということでも知られているグループ、政治家そして政党がヨーロッパには存在する。ヨーロッパではそれらを記述するのに右翼ポピュリズムという表現が使われる。西洋の右翼ポピュリズムは一般にネオ・ナショナリズム、反グローバリズム、排外主義、保護貿易主義そして反移民主義といったイデオロギーと結びついている。社会保障制度のために支援を増加させることに反対することや、「より豊富だがより抑制的でもある国内社会のための支出」政策といった伝統的右翼の見解もまた右翼ポピュリズムを理由にして表明される。それらの見解は福祉排外主義と呼ばれることもある。

## 右翼ポピュリズム性向の政党
- 日本
  - 日本維新の会[4][5]
  - 参政党[6]
  - 日本保守党 (2023-)[7]
- インド
  - インド人民党[8]
  - シヴ・セーナー[9]
- イスラエル
  - リクード[10]
- トルコ
  - 公正発展党[11]
- オランダ
  - 自由党[1][12][13]
- ポーランド
  - 法と正義[14][1]
- ハンガリー
  - フィデス＝ハンガリー市民同盟[1][15]
  - ヨッビク[1][15]
- セルビア
  - セルビア進歩党[16][17][18]
  - セルビア急進党[19]
- スロバキア
  - スロバキア国民党[20]
- エストニア
  - エストニア保守党[21]
- スイス
  - スイス国民党[1][22][23][24]
- ドイツ
  - ドイツのための選択肢[1][25]
- フランス
  - 国民連合[26]
  - 立ち上がれフランス[27]
- イタリア
  - 同盟[28][1]
  - フォルツァ・イタリア[29]
  - イタリアの同胞[30][31]
- スペイン
  - VOX[32][33]
- イギリス
  - 民主統一党[34]
  - イギリス独立党[1][35]
- デンマーク
  - デンマーク国民党[1][36][37]
- ノルウェー
  - 進歩党[1][38][39]
- スウェーデン
  - スウェーデン民主党[1][40][41]
- フィンランド
  - 真のフィンランド人[1][42][43][44]
- オーストリア
  - オーストリア国民党[45]
  - オーストリア自由党[46][1]
- ロシア
  - 統一ロシア[14]
  - ロシア自由民主党[47]
- 欧州連合
  - アイデンティティ・民主党[48]
- アメリカ合衆国
  - 共和党[49][50]
- ポルトガル
  - シェーガ[51]